# شانجري-لا (تيتان)
شانجري-لا (بالإنجليزية: Shangri-La)‏ هي منطقة داكنة كبيرة في قمر زحل تيتان تقع في . تم أخذ اسمها من شانجري-لا الفردوس الأسطوري في التبت. يُعتقد أنه سهل هائل من المواد الداكنة. ويُعتقد أن هذه المناطق في تيتان كانت بحار في الماضي لكنها الآن جافة.
شانجري-لا مرصعة بـ«جُزُر» فاتحة اللون في أراضٍ مرتفعة. وتحدها مناطق كبيرة من الأراضي المرتفعة، زانادو إلى الشرق وأديري إلى الغرب ودلمون إلى الشمال.
المسبار الفضائي هويجنز قد هبط على جزء غربي من شانجري-لا على مقربة من الحدود من أديري.